# Tipula protrudens
Tipula protrudens är en tvåvingeart som beskrevs av Alexander 1952. Tipula protrudens ingår i släktet Tipula och familjen storharkrankar. Inga underarter finns listade i Catalogue of Life.